# Siège de Maâmora (1647)
Pour les articles homonymes, voir Siège de Maâmora.
Le siège de Maâmora de 1647 est une tentative marocaine de s'emparer de Maâmora, occupée par les Espagnols depuis 1614.

## Contexte et préparation
Occupée depuis 1614 par les Espagnols, Maâmora baptisée « San Miguel de Ultramara », a subi de nombreuses attaques principalement menées par Sidi M'hamed el-Ayachi en 1614, 1621, 1628 et 1629 notamment.
Au début du XVIIe siècle, plusieurs régions du Maroc échappent au contrôle du pouvoir central saadien, à la suite de la période d'anarchie ayant succédé au décès du sultan Ahmad al-Mansur. Après avoir commandité l'assassinat d'El-Ayachi en 1641, les Dilaïtes s'emparent de Salé, et y laissent une importante armée, sous le commandement du nouveau prince de Salé Ahmed ben Muhammad al-Hajj, fils du chef dilaïte Muhammad al-Hajj ad-Dila'i. L'objectif étant de contenir les Andalous, puis de surveiller et harceler les Espagnols à Maâmora.

## Déroulement

### Premières attaques
En 1647, 8 000 Berbères des montagnes de l'Anti-Atlas errant dans le pays, visitant toutes les zaouïas et mosquées sur leur chemin, pénètrent les plaines atlantiques et atteignent Salé. Les montagnards berbères, dans un esprit de djihad, décident de s'attaquer à Maâmora. Les 10 et 11 août, les Berbères marocains font un repérage de la zone. Ils s'attaquent à la place forte à partir du 12, et s'élancent dans le fossé de la Porte de Salé, pour rompre le pont-levis sans être vus ni entendus. Le capitaine espagnol Antonio de Padilla, réveillée par les coups, donne l'alerte, mais se fait immédiatement abattre par une balle d'escopette. 
Les Berbères qui viennent de s'emparer du pont, s'avancent alors rapidement vers le port, et escaladent la tour de Saint Joseph, dont ils s'en emparent, tuant six soldats espagnols. Ils décident ensuite de s'attaquer à la plate-forme des magasins du port, dans le but de menacer les sources d'eaux des Espagnols de la place. Ils sont repoussés après deux nuits de combats.
Voulant rentrer chez eux, les Berbères informent le prince dilaïte de Salé, Ahmed ben Muhammad al-Hajj, de la prise du pont et de la tour, et l'appellent à venir continuer le siège. Celui-ci, rempli de joie, appelle à la mobilisation générale, et rassemblent en trois jours plus de 30 000 hommes et 10 000 cavaliers. L'armée dilaïte se met en marche depuis Salé, et emmène avec elle trois pièces d'artillerie de la Kasbah, deux de fer fondu et un demi-canon de bronze de 25 livres. Les Marocains se retranchent depuis les lagunes jusqu'au gros mur de la ville. Après avoir remis les positions notamment la tour, la plupart des montagnards de l'Anti-Atlas quittent la région et rentrent chez eux. Seuls quelques-uns décident de rester et continuer le siège avec les marabouts dilaïtes.
Les Dilaïtes réussissent rapidement à forcer le gros mur, s'emparant de la source d'eau, puis à huit pas de là, font sauter la plate-forme de Santiago, à l'aide de mines. Francisco Baños de Herrera qui commande la place en l'absence du Duc Antonio de Medina, envoie une lettre daté du 13 août, au roi d'Espagne Philippe IV et à Antonio de Medina, dans laquelle il demande des vaisseaux en renfort pour repousser les Maures qui occupent le port, et menacent le ravitaillement en eau de la garnison.

### Arrivée de la flotte de secours
En apprenant la situation que vivait la garnison de Maâmora, Antonio de Medina, alors en convalescence, commence les préparatifs d'une escadre de secours. Le 24 août, la flotte espagnole, composée d'une frégate San Pedro, d'une hourque anglaise, et de dix barques longues, sous le commandement de Juan de Duero y Ayala, met les voiles depuis Sanlúcar. Ils atteignent Cadix, où ils sont rejoints par des renforts, notamment un navire du type zabra, puis partent pour Larache, préside occupée depuis 1610 par les Espagnols, qu'ils n'atteignent que le matin 26, en raison du mauvais temps.
La nuit même, Juan de Duero envoie des barques qui n'osent pas traverser l'Oued Sebou, en raison des tirs d'artillerie et d'escopettes des Marocains. Plusieurs autres tentatives pour traverser le Sebou finissent par des échecs, en raison de la présence marocaine et de la difficulté à traverser la barre. La 31, une chaloupe de Maâmora réussit à atteindre Larache, informant Juan de Duero que la place était de plus en plus menacée, et que la défense manquait de monde en raison du nombre élevé de malades et blessés.
Juan de Duero ordonne alors à la frégate, la zabra et les barques longues de traverser coûte que coûte le fleuve. Les Marocains qui ont placé deux batteries dans le port, et creusé de nombreux tranchées des deux côtés de l'Oued Sebou, d'où ils sont retranchés, ripostent et tirent sur la flotte espagnole. La frégate San Pedro fait feu de son artillerie avec succès sur les positions marocaines, permettant le débarquement des troupes et le rétablissement des communications avec la garnison de Maâmora. 
Les renforts arrivés, les Espagnols investissent le port et le fossé de la Porte de Salé, tandis que les Marocains se retranchent dans la tour et le gros mur, tout en tirant sur les Espagnols. Ceux-ci finissent par s'emparer de la tour, puis à repousser les Maures hors de la tranchée. Les contre-attaques dilaïtes sont toutes repoussés. Les Marocains finissent par lever le siège le 3 septembre 1647.

## Sources